# Скелин, Синиша
Синиша Скелин (англ. Siniša Skelin, род. 14 июля 1974, Сплит) — хорватский гребец, двукратный призёр Олимпийских игр, четырёхкратный призёр чемпионатов мира, многократный победитель этапов Кубка мира.

## Биография
В 1995 году Синиша Скелин дебютировал на взрослом чемпионате мира, где в составе восьмёрки занял 1-е место в финале C. В 1996 году Скелин был включён в состав сборной Хорватии для участия в Олимпийских играх в Атланте. Предварительный раунд хорватская четвёрка смогла преодолеть, но в полуфинале им не хватило трёх секунд для выхода в финал. В утешительном заезде хорватский экипаж стал первым и занял итоговое 7-е место.
В 1998 году Скелин в составе четвёрки парной стал победителем этапа Кубка мира в Люцерне, а спустя пару месяцев стал серебряным призёром чемпионата мира в Кёльне. Летом 2000 года Синиша Скелин выступил на Олимпийских играх в Сиднее в составе восьмёрки. Также вместе с Синишой в сборную вошёл его младший брат — Никша. Хорватские гребцы выиграли свой предварительный заезд и напрямую вышли в финал, где в упорной борьбе смогли завоевать бронзовую медаль, уступив лишь представителям Великобритании и Австралии. В 2001 году Скелин в составе восьмёрки стал серебряным призёром чемпионата мира.
С 2001 года Синиша стал выступать в двойках распашных вместе с Никшой. В 2002 году братья Скелин стали победителями этапа Кубка мира в Мюнхене, а также завоевали бронзу на чемпионате мира в Севилье. Спустя год хорваты стали уже серебряными призёрами мирового первенства в Милане, уступив лишь австралийцам Дрю Гинну и Джеймсу Томкинсу. На Олимпийских играх в Афинах хорватская двойка уверенно прошла предварительный раунд и полуфинал. В решающем заезде хорватские гребцы с самого старта вышли на вторую позицию, проигрывая лишь Гинну и Томкинсу, и не уступили её никому до самого финиша.
В 2005 году братья Скелины стали призёрами всех трёх этапов мирового Кубка, однако на чемпионате мира стали лишь 6-ми. Затем результаты спортсменов пошли на спад. На летних Олимпийских играх в Пекине Синиша и Никша только через отборочный заезд смогли пробиться в полуфинал, но заняли там последнее место, уступив победителям более 40 секунд. В финале B хорватские гребцы пришли к финишу последними и заняли итоговое 12-е место. В следующем олимпийском цикле Синиша вновь вернулся к выступлениям в четвёрках и восьмёрках, чередуя их с двойкой распашной, но высоких результатов добиться не удавалось.
В 2012 году Синиша и Никша попытались отобраться на Олимпийские игры в Лондоне, выступив на квалификационной регате в Люцерне. Для попадания на Игры хорватским гребцам необходимо было попасть в число двух сильнейших, но братья Скелины выбыли в отборочном раунде, завершив борьбу за путёвку. Вскоре после этого Синиша Скелин завершил спортивную карьеру.

## Личная жизнь
В 2010 году Синиша женился на Майом Кузманич. При этом Майом является родной сестрой Ани Кузманич, которая ранее вышла замуж за Никшу Скелина. 3 мая 2011 года у пары родилась дочь Сара.